# Aulacobothrus
Aulacobothrus is een geslacht van rechtvleugeligen uit de familie veldsprinkhanen (Acrididae). De wetenschappelijke naam van dit geslacht is voor het eerst geldig gepubliceerd in 1902 door Ignacio Bolívar.

## Soorten
Het geslacht Aulacobothrus omvat de volgende soorten:
- Aulacobothrus brevicornis Bi & Xia, 1987
- Aulacobothrus dorsatus Bolívar, 1912
- Aulacobothrus inclytus Walker, 1871
- Aulacobothrus invenustus Karsch, 1893
- Aulacobothrus jaganathi Bhowmik, 1986
- Aulacobothrus luteipes Walker, 1871
- Aulacobothrus obscurus Chopard, 1947
- Aulacobothrus popovi Jago, 1996
- Aulacobothrus punjabensis Baloch & Wagan, 2000
- Aulacobothrus rubripes Navás, 1905
- Aulacobothrus sichuanensis Ma & Guo, 1995
- Aulacobothrus sinensis Uvarov, 1925
- Aulacobothrus socius Bolívar, 1902
- Aulacobothrus strictus Bolívar, 1902
- Aulacobothrus svenhedini Sjöstedt, 1933
- Aulacobothrus taeniatus Bolívar, 1902
- Aulacobothrus unicolor Balderson & Yin, 1987